# Progomphus nervis
Progomphus nervis är en trollsländeart som beskrevs av Jean Belle 1973. Progomphus nervis ingår i släktet Progomphus och familjen flodtrollsländor. Inga underarter finns listade i Catalogue of Life.